# Ed Murray (chính khách Washington)

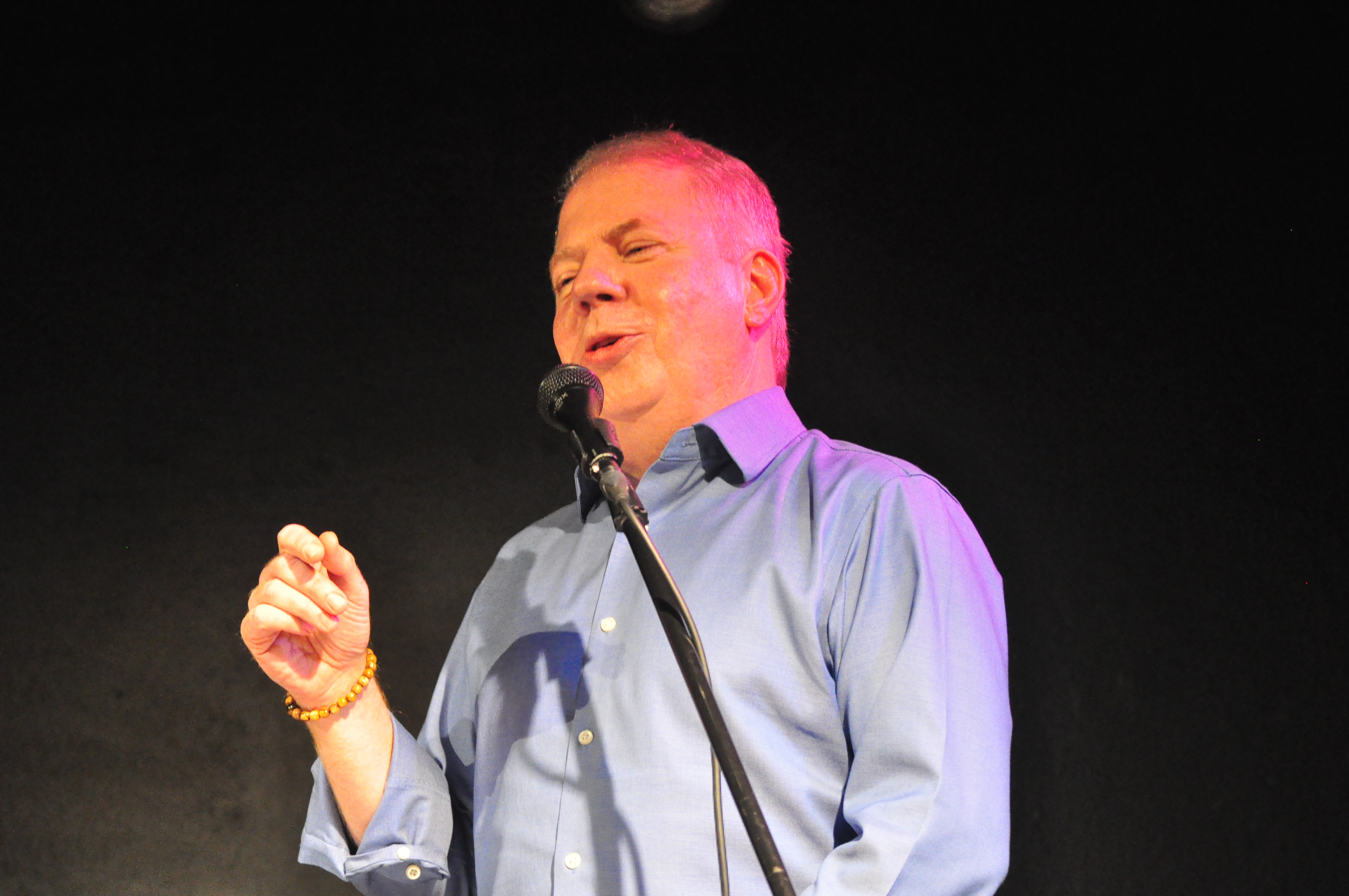
Murray, tháng 11 năm 2014, rang phóng viên rời khỏi Stranger phóng viên và biên tập viên Dominic Holden

Edward Bernard Patrick Murray (sinh ngày 2 tháng 5 năm 1955) là một chính khách người Mỹ từ tiểu bang Washington, người gần đây nhất là thị trưởng thứ 53 của Seattle từ 2014 đến 2017. Một đảng Dân chủ, trước đây ông là một nhà lập pháp tiểu bang, đầu tiên là Hạ viện Washington từ năm 1996 đến 2007, sau đó là Thượng viện tiểu bang Washington từ năm 2007 đến 2013.
Năm 2017, Murray phải đối mặt với nhiều cáo buộc lạm dụng trẻ em, hiếp dâm và lạm dụng tình dục, bao gồm một số từ các thành viên gia đình và trẻ em dưới sự chăm sóc của ông. Ông phủ nhận các cáo buộc. Murray từ chức thị trưởng Seattle vào ngày 12 tháng 9 năm 2017.

## Đời tư
Murray là người gốc Ailen. Ông là người đồng tính, và công khai vào năm 1980. Năm 2013, anh kết hôn với Michael Shiosaki tại St. Mark's ở Seattle; hai người đã có một mối quan hệ trong 22 năm. Murray không nhấn mạnh xu hướng tính dục của mình trong sự nghiệp, tự mô tả mình là "một đảng Dân chủ tình cờ là người đồng tính". Trong chiến dịch tranh cử vào Thượng viện, như trong nhiều chiến dịch trước đây, ông đã giành được sự ủng hộ của Quỹ Chiến thắng của người đồng tính nam và đồng tính nữ.